# Związek gmin Osterburken
Związek gmin Osterburken – związek gmin (niem. Gemeindeverwaltungsverband) w Niemczech, w kraju związkowym Badenia-Wirtembergia, w rejencji Karlsruhe, w regionie Rhein-Neckar, w powiecie Neckar-Odenwald. Siedziba związku znajduje się w mieście Osterburken, przewodniczącym jego jest Jürgen Galm.
Związek zrzesza dwa miasta i jedną gminę wiejską:
- Osterburken, miasto, 6 488 mieszkańców, 47,32 km²
- Ravenstein, miasto, 2 960 mieszkańców, 55,99 km²
- Rosenberg, 2 166 mieszkańców, 40,97 km²